# ニューヨエコ
『ニューヨエコ』は、ヨエコ名義では1枚目、倉橋ヨエコ時代から数えると9枚目のアルバム。2023年9月20日に発売。

## 概要
倉橋ヨエコとしての音楽活動廃業後初のアルバム。発売日の9月20日は本人の誕生日。収録曲が一曲を除きすべてが過去に発売したアルバムのセルフカバー。

## 収録曲
特記以外作詞・作曲：ヨエコ・編曲：菅原敏
1. 友達のうた（4:06）[2]
作詞：HIDDEN FISH・ヨエコ
作曲：ヨエコ・DJ Mitsu
初出は同名のシングル。セルフカバーにあたって4ビートバージョンに変更が加えられている[4]。
2. 夜な夜な夜な（4:00）[2]
初出はアルバム『婦人用』。
3. 卵とじ（3：55）[2]
初出はアルバム『ただいま』。
4. 昼の月（4:13）[2]
初出はアルバム『ただいま』。
5. 今日も雨（3：54）[2]
初出はアルバム『色々』。
6. ドーパミン（5：47）[2]
今作唯一の新曲。
7. 楯（4:56）[2]
初出は同名のシングル。
倉橋ヨエコとしてのメジャーデビュー曲。

## 参加ミュージシャン
- 菅原敏（ピアノ）
- 井上亮（ベース）
- 渡邊雅之（ドラム）
- 柴田奈穂・阿部美緒（ヴァイオリン）
- 田中景子（ヴィオラ）
- 橋本歩（チェロ）
- 葛岡みち・渡部沙智子・大和真二郎（コーラス）
- 小川紀美代（バンドネオン）
- ホクロマン半ライス!!!（ラップ・nobodyknows+）